# Katharina von Bologna

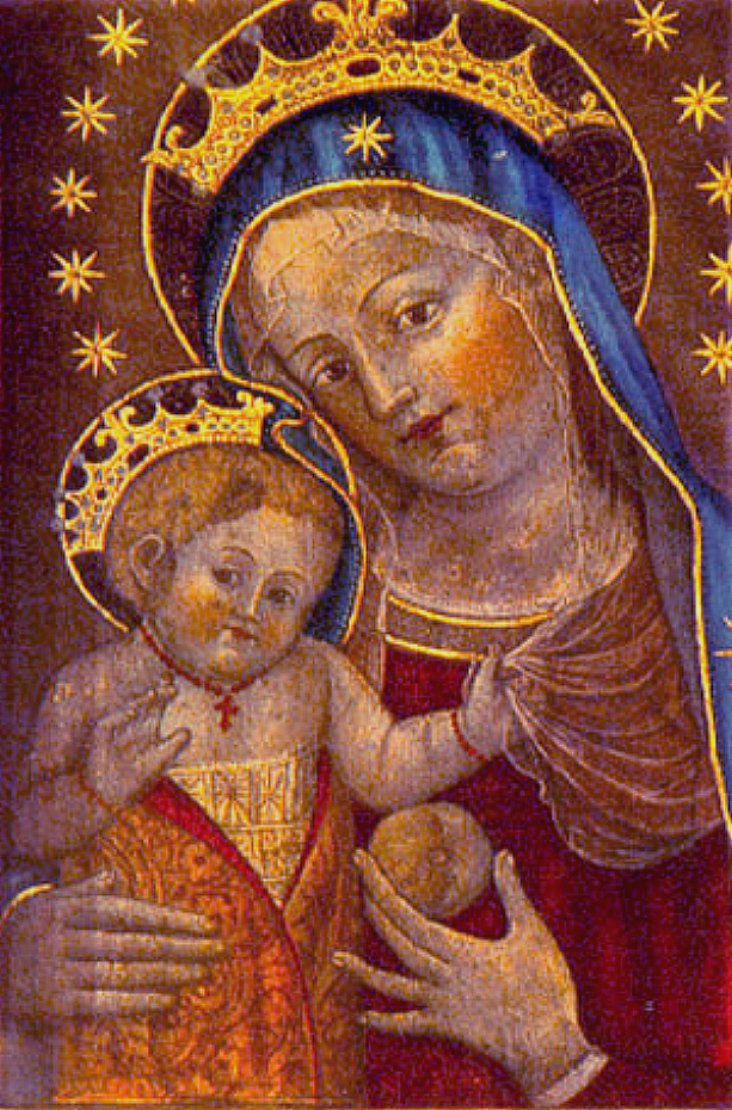
Maria und das Jesuskind mit Frucht, Katharina von Bologna (um 1440)

Katharina von Bologna, auch Katharina von Vigri (* 8. September 1413 in Bologna; † 9. März 1463 ebenda) war eine italienische Klarisse, Mystikerin und Malerin. Sie wird in der römisch-katholischen Kirche als Heilige verehrt.

## Leben
Katharina von Vigri war die Tochter des Ferrareser Edelmannes Giovanni de’ Vigri und der Bologneser Adligen Benvenuta Mammolini. Eine ihrer leiblichen Schwestern trat später in einen der von Katharina gegründeten Konvente ein. Katharinas Vater war als Botschafter Niccolòs III. tätig. Dadurch genoss sie eine humanistische Ausbildung in Fächern wie Musik, Kunst, Kalligrafie und Latein am Hof von Niccolòs Tochter Margherita d’Este. Während dieser Zeit begann sie auch, selbst Bilder zu malen. Ab 1422 wurde sie schließlich für zwei Jahre d’Estes Ehrendame.
Im Jahre 1426 schloss sie sich aufgrund der Vermählung von Margherita d’Este mit Galeotto Roberto Malatesta, des Mordes von Niccolò III. an seiner Frau und dem Sohn 1425, sowie durch den Tod ihres Vaters im Jahr darauf, einer kleinen Corpus-Domini-Gruppe in einer benachbarten Stadt bei Ferrara an. Diese von Bernardina Sedazzari im Jahre 1406 gegründeten Ordensgemeinschaft wurde nach dem Tod der Gründerin 1425 von Lucia Mascaroni, der Tochter Giovanni Mascaronis weitergeführt.
Die Gemeinschaft richtete sich nach den Regeln der Augustiner. Als Lucia der Regel der hl. Klara von Assisi aus dem Jahre 1253 folgen wollte, traten erstmals Konflikte in Bezug auf die Führung und den Stand der Vereinigung auf. Lucia Mascaroni wurde daraufhin durch den Bischof Pietro Boiardi von Ferrara, mit Einwilligung der Ailisia de Baldo – einer Schwester der Gemeinschaft, die auf die Augustinerregeln nicht verzichten wollte – aus der Gemeinschaft ausgeschlossen. Noch 1426 verließ Ailisia Corpus Domini und wurde 1430 durch Ludovico Barbo als Äbtissin im Augustinerkloster eingesetzt.
Um die Streitigkeiten zu beenden, verordnete der Bischof, dass die Schwestern das Kloster verlassen und wieder bei ihren Familien leben sollten. Katharina verließ widerstrebend die Gemeinschaft. Ein paar Tage später kehrte sie zusammen mit fünf anderen Frauen ins Kloster zurück. 1431 gründete sie dort einen Klarissenkonvent sowie 1456 einen weiteren in Bologna, dem sie bis zum Ende ihres Lebens vorstand.

## Verehrung
Katharina werden mehrere Wunder zugeschrieben. Ihre Reliquien befindet sich seit 1463 in der Klarissenkirche zu Bologna in einem Reliquienschrein. Am 22. Mai 1712 sprach Papst Clemens XI. Katharina von Bologna heilig.

## Werke

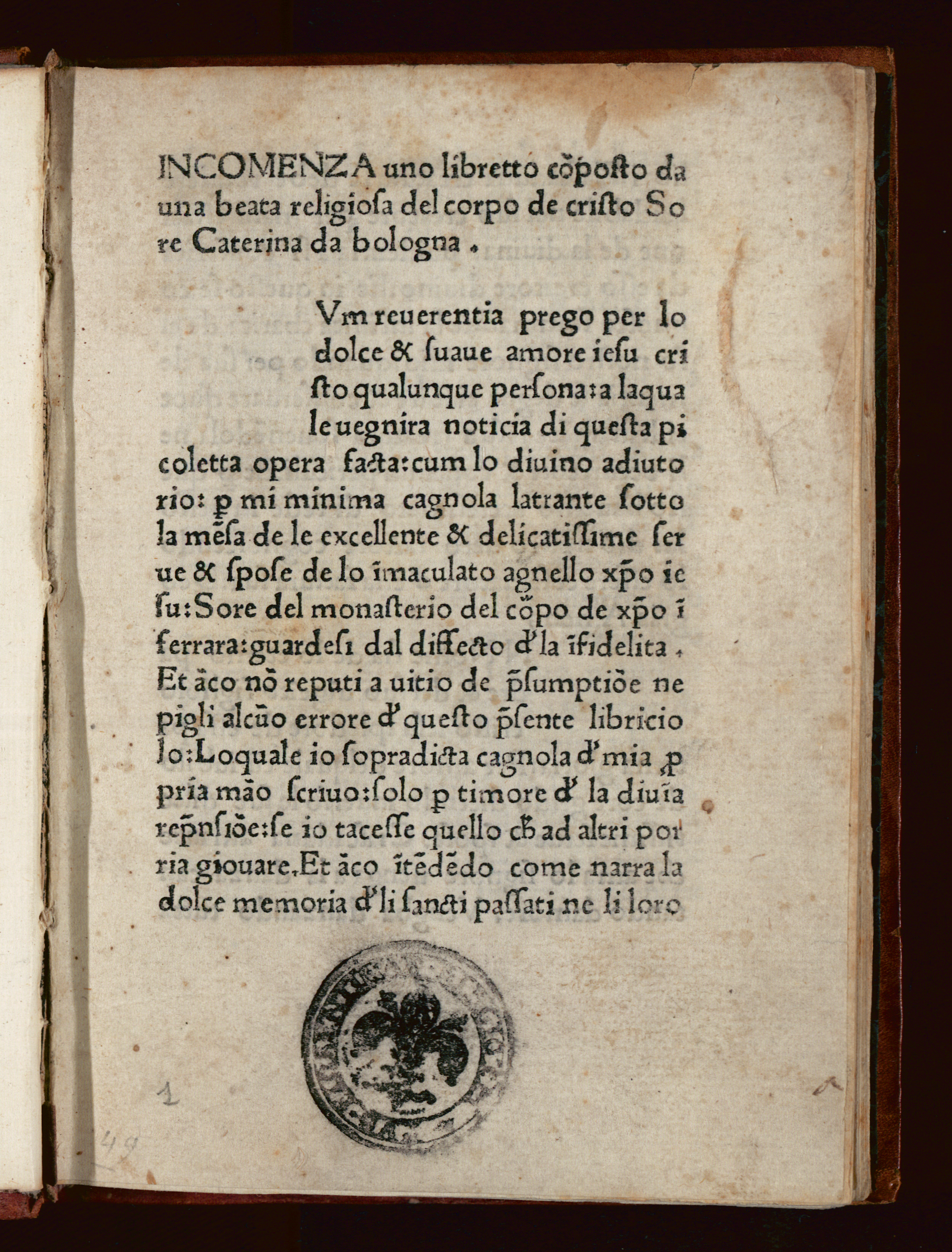
Sette armi spirituali, 1475

### Malerei
Die hl. Katharina von Bologna wandte sich hauptsächlich der Miniaturmalerei zu, dennoch werden ihr auch einige große Kunstwerke zugeschrieben, unter anderem die Darstellung der hl. Ursula. Die Bilder der hl. Katharina befinden sich in spanischen und italienischen Gemäldegalerien, etwa in der Gallerie dell’Accademia in Venedig und der La Pinacoteca Nacional in Bologna.

### Schriften
- Le sette armi spirituali
- Laudi, Trattati e Lettere
- I dodici giardini
- Rosarium
- I sermoni

### Musik
Wenig bekannt ist die musikalische Tätigkeit Caterina de Vigris, eine kleine Viola ist aber bis heute noch in Bologna erhalten geblieben.